# David di Donatello

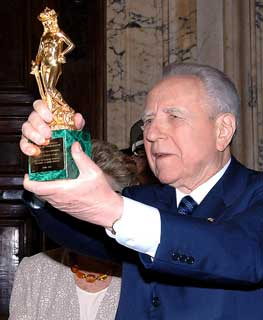
Der damalige Italienische Präsident Carlo Azeglio Ciampi mit der Trophäe des David di Donatello (2005)

Der David di Donatello oder David-di-Donatello-Preis (eigentlich Premio David di Donatello, benannt nach Donatellos David) ist der bedeutendste italienische Filmpreis, der seit dem Jahr 1956 vergeben wird. Verantwortlich war zunächst die Kulturvereinigung Open Gate Club, danach bis heute die Ente David di Donatello dell’ Accademia del Cinema Italiano, die von den nationalen Verbänden der Unterhaltungsindustrie und der Filmwirtschaft getragen wird.
Das Vorbild für den David di Donatello war seinerzeit der Oscar. Dies spiegelt sich noch heute darin wider, dass der italienische Filmpreis schwerpunktmäßig für nationale Produktionen vergeben wird und auch ausländische Filme bzw. internationale Schauspieler geehrt werden. Mit dem Oscar vergleichbar sind auch die meisten Kategorien, in denen ein Preis verliehen wird. Eine Besonderheit stellen die internationalen Ehrungen dar. Neben dem Besten ausländischen Film wurde zwischen 2004 und 2018 der Beste Film aus einem Land der Europäischen Union prämiert. Außerdem werden immer wieder Sonderpreise für das Lebenswerk einzelner Personen vergeben, z. B. Goldener Teller.
Als Trophäe erhalten die Preisträger eine verkleinerte Ausgabe der David-Statue, die der italienische Bildhauer Donatello um das Jahr 1440 geschaffen hat.

## Kategorien
Die Auflistung erfolgt chronologisch, bei Unterbrechungen seit der Erstverleihung ist die Jahreszahl mit * gekennzeichnet.
| Kategorie                                      | Originalbezeichnung                                              | Erstverleihung |
| ---------------------------------------------- | ---------------------------------------------------------------- | -------------- |
| David di Donatello/Beste Regie                 | David di Donatello al miglior regista                            | 1956           |
| David di Donatello/Beste Produktion            | David di Donatello per il miglior produttore                     | 1956*          |
| David di Donatello/Bester Hauptdarsteller      | David di Donatello per il miglior attore protagonista            | 1956*          |
| David di Donatello/Beste Hauptdarstellerin     | David di Donatello per la migliore attrice protagonista          | 1956*          |
| David di Donatello/Bester ausländischer Film   | David di Donatello per il miglior film internazionale            | 1959*          |
| David di Donatello/Lebenswerk                  | David di Donatello speciale (o alla carriera)                    | 1961*          |
| David di Donatello/Bester Film                 | David di Donatello al miglior film                               | 1970*          |
| David di Donatello/Beste Filmmusik             | David di Donatello per il miglior compositore                    | 1975*          |
| David di Donatello/Bester Nebendarsteller      | David di Donatello per il miglior attore non protagonista        | 1981           |
| David di Donatello/Beste Nebendarstellerin     | David di Donatello per la migliore attrice non protagonista      | 1981           |
| David di Donatello/Bestes Szenenbild           | David di Donatello per il miglior scenografo                     | 1981           |
| David di Donatello/Bestes Kostümdesign         | David di Donatello per i migliori costumi                        | 1981           |
| David di Donatello/Bester Debütfilm            | David di Donatello al miglior regista esordiente                 | 1982           |
| David di Donatello/Bester Song                 | David di Donatello per il migliore canzone originale             | 1987*          |
| David di Donatello/Bester Kurzfilm             | David di Donatello per il miglior cortometraggio                 | 1997           |
| David di Donatello/Bester Dokumentarfilm       | David di Donatello per il miglior documentario di lungometraggio | 2004           |
| David di Donatello/Beste visuelle Effekte      | David di Donatello per i migliori effetti speciali visivi        | 2004           |
| David di Donatello/Beste Kamera                | David di Donatello per il migliore autore della fotografia       | 2015           |
| David di Donatello/Bestes Originaldrehbuch     | David di Donatello per la migliore sceneggiatura originale       | 2017           |
| David di Donatello/Bestes adaptiertes Drehbuch | David di Donatello per la migliore sceneggiatura non originale   | 2017           |
| David di Donatello/Bester Ton                  | David di Donatello per il miglior suono                          | 2017           |
| David di Donatello/Zuschauerpreis              | David di Donatello speciale (o alla carriera)                    | 2019           |
| David di Donatello/Bestes Make-Up              | David di Donatello per il miglior trucco                         | 2022           |
| David di Donatello/Beste Hairstyling           | David di Donatello per la migliore acconciatura                  | 2022           |

## Die Gewinner
- Für Preisträger in der Kategorie Regie (eines italienischen Films), siehe: David di Donatello/Beste Regie
- Für Preisträger in der Kategorie Kamera, siehe: David di Donatello/Beste Kamera

Hier werden die Gewinner der Preise Beste Produktion (migliore produzione – immer ein italienischer Film) und Bester ausländischer Film (miglior film internazionale) ab 1956, sowie Bester europäischer Film (2004–2018) aufgeführt.
| Jahr | Beste Produktion                                                      | Bester ausländischer Film                                 | Bester europäischer Film         |
| 1956 | Vier Herzen in Rom Liebe, Brot und tausend Küsse                      | Susi und Strolch                                          |                                  |
| 1957 | Auf der Spur der weißen Götter Die Nächte der Cabiria                 | Giganten Richard III.                                     |                                  |
| 1958 | Anna von Brooklyn Hinter der großen Mauer                             | Die Brücke am Kwai                                        |                                  |
| 1959 | Die nackte Maja Sturm im Osten                                        | Gigi                                                      |                                  |
| 1960 | Der falsche General Man nannte es den großen Krieg                    | —                                                         |                                  |
| 1961 | Rocco und seine Brüder Der Weg zurück                                 | Ben Hur                                                   |                                  |
| 1962 | Mondo Cane Una vita difficile                                         | Urteil von Nürnberg                                       |                                  |
| 1963 | Der Leopard Am Ende aller Wege                                        | Der längste Tag                                           |                                  |
| 1964 | Gestern, heute und morgen Verführung auf italienisch                  | Lawrence von Arabien                                      |                                  |
| 1965 | Hochzeit auf italienisch                                              | My Fair Lady                                              |                                  |
| 1966 | Africa Addio Die Bibel Aber, aber, meine Herren                       | Michelangelo – Inferno und Ekstase                        |                                  |
| 1967 | Der Widerspenstigen Zähmung Il tigre                                  | Doktor Schiwago                                           |                                  |
| 1968 | Die Banditen von Mailand Der Tag der Eule                             | Rate mal, wer zum Essen kommt                             |                                  |
| 1969 | Mit Pistolen fängt man keine Männer Spiel mir das Lied vom Tod        | 2001: Odyssee im Weltraum                                 |                                  |
| 1970 | Ermittlungen gegen einen über jeden Verdacht erhabenen Bürger Metello | Der Löwe im Winter                                        |                                  |
| 1971 | Der große Irrtum Der Garten der Finzi Contini Waterloo                | Ryans Tochter                                             |                                  |
| 1972 | Der Weg der Arbeiterklasse ins Paradies Questa specie d’amore         | Brennpunkt Brooklyn                                       |                                  |
| 1973 | Alfredo, Alfredo Ludwig II.                                           | Der Pate                                                  |                                  |
| 1974 | Amarcord Brot und Schokolade                                          | Jesus Christ Superstar                                    |                                  |
| 1975 | Die Affäre Murri Gewalt und Leidenschaft                              | Flammendes Inferno                                        |                                  |
| 1976 | Ein irres Klassentreffen Die Macht und ihr Preis                      | Nashville                                                 |                                  |
| 1977 | Un Borghese piccolo piccolo Die Tatarenwüste                          | Der Marathon-Mann                                         |                                  |
| 1978 | In nome del papa re Der eiserne Präfekt                               | Unheimliche Begegnung der dritten Art                     |                                  |
| 1979 | Der Holzschuhbaum Christus kam nur bis Eboli Vergiß Venedig           | Baum der Wünsche                                          |                                  |
| 1980 | —                                                                     | Kramer gegen Kramer                                       |                                  |
| 1981 | Ricomincio da tre                                                     | —                                                         |                                  |
| 1982 | Borotalco                                                             | Mephisto                                                  |                                  |
| 1983 | Die Nacht von San Lorenzo                                             | Gandhi                                                    |                                  |
| 1984 | Bal – Der Tanzpalast Fellinis Schiff der Träume                       | Fanny und Alexander                                       |                                  |
| 1985 | Carmen                                                                | Amadeus                                                   |                                  |
| 1986 | Hoffen wir, daß es ein Mädchen wird                                   | Jenseits von Afrika                                       |                                  |
| 1987 | Die Familie                                                           | Zimmer mit Aussicht                                       |                                  |
| 1988 | Der letzte Kaiser                                                     | Auf Wiedersehen, Kinder                                   |                                  |
| 1989 | Die Legende vom heiligen Trinker (La leggenda del santo bevitore)     | Rain Man                                                  |                                  |
| 1990 | Offene Türen                                                          | Der Club der toten Dichter                                |                                  |
| 1991 | Mediterraneo Am Ende des Tages                                        | Cyrano von Bergerac Hamlet                                |                                  |
| 1992 | Gestohlene Kinder                                                     | Rote Laterne                                              |                                  |
| 1993 | Der große Kürbis                                                      | Ein Herz im Winter                                        |                                  |
| 1994 | Liebes Tagebuch…                                                      | Im Namen des Vaters                                       |                                  |
| 1995 | La scuola                                                             | Pulp Fiction                                              |                                  |
| 1996 | Ferie d’agosto                                                        | Nelly & Monsieur Arnaud                                   |                                  |
| 1997 | Atempause                                                             | Ridicule – Von der Lächerlichkeit des Scheins             |                                  |
| 1998 | Das Leben ist schön                                                   | Ganz oder gar nicht                                       |                                  |
| 1999 | Nicht von dieser Welt                                                 | Zug des Lebens                                            |                                  |
| 2000 | Brot und Tulpen                                                       | Alles über meine Mutter                                   |                                  |
| 2001 | Das Zimmer meines Sohnes                                              | Lust auf Anderes                                          |                                  |
| 2002 | Der Medici-Krieger                                                    | The Man Who Wasn’t There                                  |                                  |
| 2003 | Das Fenster gegenüber                                                 | Der Pianist                                               |                                  |
| 2004 | Die besten Jahre                                                      | Die Invasion der Barbaren                                 | Dogville                         |
| 2005 | Le conseguenze dell’amore                                             | Million Dollar Baby                                       | Mar adentro                      |
| 2006 | Der Italiener                                                         | L.A. Crash                                                | Match Point                      |
| 2007 | Die Unbekannte                                                        | Babel                                                     | Das Leben der Anderen            |
| 2008 | La ragazza del lago                                                   | No Country for Old Men                                    | Irina Palm                       |
| 2009 | Gomorrha – Reise in das Reich der Camorra                             | Gran Torino                                               | Slumdog Millionär                |
| 2010 | L’uomo che verrà                                                      | Inglourious Basterds                                      | Das Konzert                      |
| 2011 | Die Fahne der Freiheit                                                | Hereafter – Das Leben danach                              | The King’s Speech                |
| 2012 | Cäsar muss sterben                                                    | Nader und Simin – Eine Trennung                           | Ziemlich beste Freunde           |
| 2013 | La migliore offerta                                                   | Django Unchained                                          | Liebe                            |
| 2014 | Il capitale umano                                                     | Grand Budapest Hotel                                      | Philomena                        |
| 2015 | Anime nere                                                            | Birdman oder (Die unverhoffte Macht der Ahnungslosigkeit) | Die Entdeckung der Unendlichkeit |
| 2016 | Perfetti sconosciuti                                                  | Bridge of Spies – Der Unterhändler                        | Son of Saul                      |
| 2017 | Die Überglücklichen                                                   | Nocturnal Animals                                         | Ich, Daniel Blake                |
| 2018 | Ammore e malavita (Love and Bullets)                                  | Dunkirk                                                   | The Square                       |
| 2019 | Dogman                                                                | Roma                                                      |                                  |
| 2020 | Il Traditore – Als Kronzeuge gegen die Cosa Nostra                    | Parasite                                                  |                                  |
| 2021 | Hidden Away                                                           | 1917                                                      |                                  |
|      |                                                                       |                                                           |                                  |
| 2022 | The Hand of God                                                       | Belfast                                                   |                                  |